# Brunette
Elen Eremján, örményül: Էլեն Երեմյան, művésznevén: Brunette (Jereván, 2001. május 27. – ) örmény énekesnő. Ő képviselte Örményországot a 2023-as Eurovíziós Dalfesztiválon, Liverpoolban, a Future Lover című dalával, ahol a tizennegyedik helyen végzett.

## Pályafutása
Első dala 2022 februárjában jelent meg Smoke Break címmel, majd napokkal később a második, Gisher címmel. Júniusban jelent meg harmadik dala, a Bac Kapuyt Achqerd. Decemberben tagja volt az Junior Eurovíziós Dalfesztivál örmény szakmai zsűrijének.

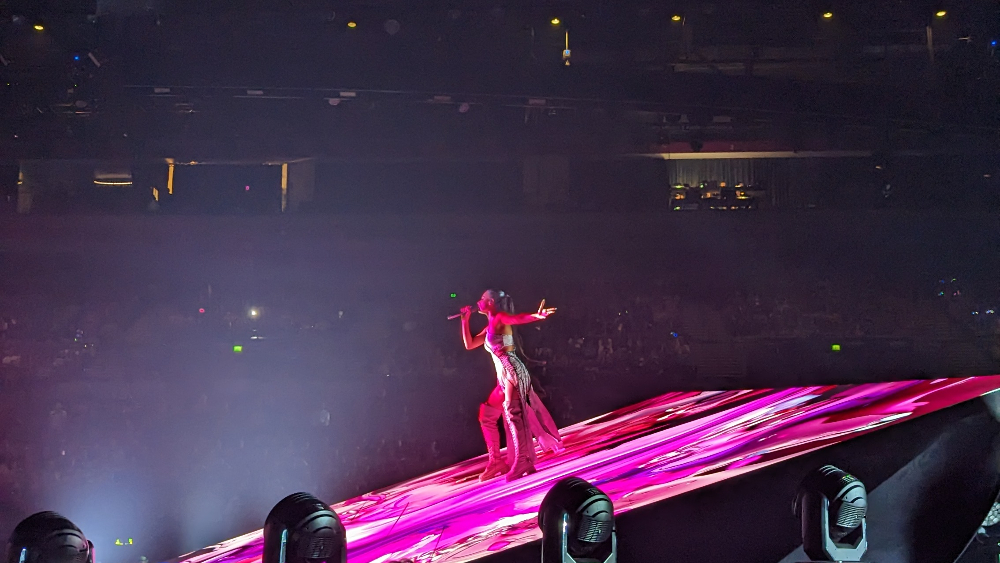
Az Eurovíziós Dalfesztiválon

2023. február 1-én az Örmény Közszolgálati Televízió bejelentette, hogy őt választották ki, hogy képviselje Örményországot a következő Eurovíziós Dalfesztiválon. Versenydala, a Future Lover március 15-én jelent meg. A dalt először a május 11-én rendező második elődöntőben adta elő, ahonnan hatodik helyezettként sikeresen továbbjutott a május 13-i döntőbe. A zsűri szavazáson a tizenkettedik helyen végzett 69 ponttal, míg a nézői szavazáson a tizenharmadik helyen végzett 53 ponttal (Franciaországtól és Grúziától maximális pontot kapott), így összesítésben 122 ponttal a verseny tizennegyedik helyezettje lett.
Szeptember 1-jén megjelent Holiday Nostalgia című dala és hozzá tartozó videóklippje. Novemberben feldolgozta Robert Amirkhayan Aynpes uzum em című dalát, amely az örmény Rosali vígjáték filmének betétdala lett. December végén megjelent Hima tsurt A című dala,
amely télről, hidegről, régi szerelem utáni vágyódásról és az emberekre emlékezésről szól.
2024-ben Valentin-nap alkalmából Parggal közreműködve megjelent Arev es című dala. Májusban ő ismertette az örmény szakmai zsűri pontjait a 2024-es Eurovíziós Dalfesztiválon. A hónap végén megjelent Superstar Illness dala, amelyben angol, örmény és francia nyelven énekel. Ezután nem sokkal jelent meg U De Mi or című dala a ColorsxStudios segítségével. A dal YouTube-on a Colors Show-ban május 27-én debütált.

## Diszkográfia

### Kislemezek
- Smoke Break (2022)
- Gisher (2022)
- Bac Kapuyt Achqerd (2022)
- Future Lover (2023)
- Dimak (2023)
- Holiday Nostalgia (2023)
- Aynpes uzum em (2023)
- Hima tsurt A (2023)
- Superstar Illness (2024)
- U De Mi or (2024)
- No Energy (2024)

### Közreműködések
- մենք (2022, yellowheart ft. Meghu & ThoseGirlz)
- Arev es (2024, Parg)